# Schweizer Hitparade
De Schweizer Hitparade (Engels: Swiss Music Charts) geeft een overzicht van de muziekverkoop en hitnoteringen in Zwitserland en Franstalig Zwitserland, Romandië. Het stelt wekelijks een aantal hitlijsten samen.

## Hitlijsten

### Zwitserland
De Zwitserse hitlijsten zijn:
- Singles Top 100 (vanaf 1968)
- Albums Top 100 (vanaf 1983)
- Compilations Top 25
- Airplay Top 30

### Romandië
- Romandie Singles Top 20 (vanaf 2010)
- Romandie Albums Top 50 (vanaf 2010)

De hitlijsten worden elke zondag bekendgemaakt en elke woensdagavond bijgewerkt.